# Семён Мстиславич (князь вяземский)
Семён (Симеон) Мстисла́вич (ум. в 1406, Торжок) — князь Вяземский и Новоторжский. Возможно, внук князя Святослава Глебовича Брянского.

## Биография
Долгое время считалось, что князья вяземские происходят князя Андрея Владимировича Долгая Рука, сына смоленского князя Владимира Рюриковича, который якобы после смерти отца в 1239 году получил Вяземское княжество. Данная версия попала и в Бархатную книгу, хотя против данной версии протестовали другие потомки смоленских князей. Уже в начале XX существование князя Андрея Долгая Рука подвергалось сомнению. Так Н. А. Баумгартен считал его вымышленным лицом, а родоначальником князей Вяземских полагал Андрея Михайловича, сына великого князя смоленского Михаила Ростиславича, отождествляя его с упоминаемым в 1300 годом вяземским князем Андреем. Авторы статьи о роде князей Вяземских считают, что родоначальником князей вяземских были трое сыновей убитого в 1310 году брянского князя Святослава Глебовича — Владимир, Мстислав и Михаил Святославичи.
Семён мог быть сыном вяземского князя Мстислава Святославича. Его судьба тесно связана с судьбой смоленского князя Юрия Святославича. Князь Вяземский состоял на службе у Юрия Святославича. Когда этот последний, по взятии Смоленска Витовтом, в 1404 году отправился в Великий Новгород, князь вяземский последовал за ним. Вместе с Юрием Святославичем в 1406 году переехал в Торжок, половину которого получил в собственность от великого князя московского. Здесь князя Вяземского в том же 1406 году настигла смерть: «князь Юрьи Святославич Смоленский прииде из Новагорода на Москву, и дасть ему князь велики Торжок, он же убил тамо служащего ему князя Семена Мстиславича Вяземского и его княгиню Улиану». Согласно летописи, Юрий пытался Улиану изнасиловать. Она была жестоко казнена за сопротивление.
Местночтимый смоленский святой: память 21 декабря (3 января); воскресенье перед 28 июля (11 августа) (Собор Смоленских святых).